# جيك كير
جيك كير هو شخصية أعمال كندي، ولد في 21 سبتمبر 1944 في فانكوفر في كندا.